# Autoroute C-25 (Espagne)
L'axe autonome C-25 relie Cassà de la Selva à Cervera sur 160 km dont 150 km d'autoroute.

## Histoire
L'ensemble de l'itinéraire a été livré à la circulation en 1997 en dédoublement de l'ancienne N-141.

## Projets
L'ensemble du tracé a été élargi à 2x2 voies en 2015 et permet d'éviter la traversée de l'agglomération de Barcelone pour les usagers se rendant vers Lérida tout en suivant un parcours sans péage via Vic et Manresa.

## Parcours

### DeCassà de la SelvaàVic
| Points | Destinations                                                          | Bifurcation            | km  |
| ------ | --------------------------------------------------------------------- | ---------------------- | --- |
|        | Cassà de la Selva                                                     | GI-664                 | 245 |
|        | Gérone / Llagostera                                                   | C-65                   | 244 |
|        | Campllong                                                             |                        | 242 |
|        | Riudellots de la Selva                                                |                        | 239 |
| Sortie | Gérone / Barcelone                                                    | A-2 N-II               | 238 |
|        | Aéroport de Gérone / Gérone / Barcelone                               | E-15 AP-7 N-156        | 244 |
| 228    | Santa Coloma de Farners / Vilobí d'Onyar                              | C-63 GI-533            | 228 |
| 225    | Santa Coloma de Farners / Anglès                                      | C-63 C-152             | 225 |
| 217    | Cladells                                                              | GI-551                 | 217 |
| 209    | Sant Hilari Sacalm / Arbúcies                                         | GI-550                 | 209 |
| 202    | Coll de Revell                                                        | GI-543 GI-544          | 202 |
| 199    | Espinelves                                                            | GIV-5441               | 199 |
|        | Dir. Ouest                                                            |                        | 192 |
|        | Dir. Est                                                              |                        | 192 |
| 195    | Sant Sadurní d'Osormort                                               | BV-5201                | 195 |
| 194    |                                                                       | BV-5201                | 194 |
| 187    | Vic-Est / Calldetenes / Sant Julià de Vilatorta / Folgueroles         | N-141D BV-5201 BV-5215 | 187 |
| 183    | Vic Polígon Industrial / Roda de Ter / Tavèrnoles                     | C-153 BV-5213          | 183 |
| 182    | Vic / Manlleu                                                         | B-522                  | 182 |
| 180    | Vic-Nord / Barcelone                                                  | B-521 C-17             | 180 |
| C-17   |                                                                       |                        | 179 |
| 178    | Ripoll                                                                | C-17                   | 178 |
| 176    | Vic-Ouest                                                             | C-25D                  | 176 |
|        | Àrea                                                                  | Àrea                   | 174 |
| 164    | L'Estany / Oristà                                                     | C-59 BV-5215           | 164 |
| 160    | Santa Maria d'Oló (dir. Lérida...)                                    | BP-4313 BV-4315        | 164 |
| 157    | Santa Maria d'Oló (dir. Gérone...)                                    | BP-4313 BV-4315        | 157 |
| 154    | Avinyó                                                                | BP-4313                | 154 |
| 151    | Avinyó / Artés                                                        | B-431                  | 151 |
| 145    | Artés                                                                 | B-430                  | 145 |
| 141    | Manresa-Nord / Berga / Andorra                                        | E-9 C-16               | 141 |
| 140    | Santpedor                                                             | BV-4511                | 140 |
| 136    | Manresa Parc de l'Agulla / Sant Iscle de Bages                        | BV-4501                | 136 |
| 134    | Manresa El Guix                                                       | C-55                   | 134 |
| 132    | Manresa-Ouest / Sant Joan de Vilatorrada                              | C-55                   | 134 |
| 131    | Manresa Cal Móra                                                      |                        | 131 |
| 126    | Monistrolet                                                           |                        | 126 |
| 123    | Rajadell / Fals                                                       | N-141B BV-3012         | 123 |
| 121    | Rajadell (sortie vers Manresa...)                                     | N-141B                 | 121 |
| 120    | Castellar (sortie vers Lleida...)                                     | N-141B                 | 120 |
| 118    | Castellar (sortie vers Manresa...)                                    | N-141B                 | 118 |
| 114    | Fonollosa / Aguilar de Segarra                                        | N-141B BV-3008 BV-3009 | 114 |
| 110    | Sant Pere Sallavinera / Cal Piquer                                    | N-141B BV-3051         | 110 |
| 107    | Calaf-Est                                                             | N-141B                 | 107 |
| 103    | Calaf-Ouest / Jorba / Calonge de Segarra / Castellfollit de Riubregós | N-141B C-1412          | 103 |
|        | Àrea                                                                  | Àrea                   | 97  |
|        | Dir. Ouest                                                            |                        | 96  |
|        | Dir. Est                                                              |                        | 96  |
| 93     | Sant Ramon                                                            | N-141                  | 93  |
| 88     | Les Oluges                                                            | N-141                  | 88  |
| 82     | Cervera / Lleida                                                      | A-2 N-IIa              | 82  |

## Alternative
Cet itinéraire sécurisé a été conçu dans le but de décharger une part importante du trafic passant par l'agglomération barcelonaise. Toutefois, cette liaison directe ne prendra tout son sens que lorsqu'elle sera convertie en voie express.